# Krestiana Kresteva
Krestiana Kresteva (Bulgaars: Крестиана Крестева) (1994) is een Bulgaarse zangeres.
Ze werd bekend door haar overwinning tijdens de Bulgaarse nationale preselectie voor het Junior Eurovisiesongfestival in 2008. Ze versloeg in die finale negen andere kandidaten. Aldus mocht ze met het nummer Edna mechta Bulgarije vertegenwoordigen op het Junior Eurovisiesongfestival 2008 in de Cypriotische stad Limasol.
In Limasol eindigde Krestiana op de vijftiende en laatste plek, met amper vijftien punten. Hierbij moet opgemerkt worden dat alle deelnemers bij aanvang van de show reeds 12 punten gekregen hadden. De drie punten die Bulgarije ontving uit Macedonië waren de enige die Krestiana die avond effectief kreeg. Het was de eerste keer in de geschiedenis dat Bulgarije op de laatste plek eindigde.
2007: Bon-Bon ·
2008: Krestiana Kresteva ·
2011: Ivan Ivanov ·
2014: Krisia, Hassan & Ibrahim · 
2015: Gabriela & Ivan · 
2016: Lidia Ganeva · 
2021: Deni & Marti